# 王淑平
王淑平（1959年10月20日—2019年9月21日），河南扶沟人，中华人民共和国医生。在帮助曝光河南血祸之后的几年中失业、离婚，后移居美国。

## 生平
在河南血禍事件後，王淑平被開除公職，並與丈夫離婚。2001年與子女告別後獨自一人移民美國。她後來與美國人蓋瑞·克里斯滕森（Gary Christensen）結婚，居住於猶他州盐湖城，並在猶他大學擔任研究員。
2019年9月21日，王淑平家人对外宣布，王与丈夫在盐湖城附近的峡谷登山途中，因心臟病突發而逝世。